# Michaił Tatarinow
Michaił Władimirowicz Tatarinow (ros. Михаил Владимирович Татаринов; ur. 16 lipca 1966 w Angarsku) – rosyjski hokeista. 
Wychowanek Jermaka Angarsk. W 1984 roku był draftowany do NHL z 225 miejsca przez Washington Capitals. Mistrz Świata w składzie reprezentacji ZSRR w 1990. Mistrz Świata w składzie młodzieżowej reprezentacji ZSRR w 1984 i 1986. W 1993 zakończył karierę.

## Kariera klubowa
- Sokił Kijów (1983–1986)
- Dinamo Moskwa (1986–1990)
- Washington Capitals (1990–1991)
- Quebec Nordiques (1991–1993)
- Boston Bruins (1993)
- Providence Bruins (1993)